# Södra Ilocos

Södra Ilocos läge i Filippinerna

Södra Ilocos (Ilocos Sur) är en provins i Filippinerna och ligger i Ilocosregionen. 655 700 invånare (2006) på en yta av 2 580 km². Administrativ huvudort är Vigan.
Provinsen är uppdelad i 32 kommuner och 2 städer. Större städer och orter är Candon och Vigan.